# Ueli Kestenholz
Ueli Kestenholz, né le 10 mai 1975 à Thoune, est un snowboardeur suisse spécialiste du slalom géant. Il est notamment médaillé de bronze aux Jeux olympiques d'hiver de 1998.

## Carrière
Ueli Kestenholz remporte la médaille de bronze de slalom géant aux Jeux olympiques d'hiver de 1998. Il devient ainsi le premier snowboarder de l'histoire à être médaillé olympique. Il est ensuite vice-champion du monde en 1999 et champion du monde en 2000 et en 2001. Il gagne l'épreuve de boardercross des X Games en 2003 et en 2004. Pendant sa carrière, il obtient cinq podiums en coupe du monde : il est trois fois deuxième et deux fois troisième.